# Actio quanti minoris
Die actio quanti minoris entsprach im antiken römischen Recht dem heutigen deutschen Gewährleistungsanspruch aus Minderung. Der Anspruch war innerhalb einer Frist von zwölf Monaten nach Kenntnisnahme geltend zu machen und konnte somit noch erhoben werden, wenn die Wandlung bereits verfristet war.
In den Digesten findet sich die actio quanti minoris neben dem Wandelungsanspruch aus actio redhibitoria im Buch XXI im 1. Kapitel: De aedilicio edicto et redhibitione et quanti minoris. Ursprünglich konnten Wandlung und Minderung beim Kauf von Vieh und Sklaven verlangt werden, wenn Leistungsstörungen eingetreten waren. Gesprochen wird vom Jumentenedikt, das allerdings auch für das Sklavenedikt galt. Später erweiterte Justinian die Sachmängelgewährleistung auf den Kauf aller Sachen.
Die actio quanti minoris fand Einlass in die Sachmängelgewährleistungsrechte kontinentaleuropäischer Kodifikationen. Rezipiert wurde sie im deutschen Recht durch § 441 BGB (Regelung des Kaufrechts). Als action en diminution de prix findet sich die Rechtsidee in Art. 1622 Code civil wieder und im österreichischen Recht spiegelt sie sich in § 985 ABGB. Im spanischen Recht wirkt der Geist der Norm als allgemeine Reduktionsklausel in Art. 1.103 Código civil. Sie findet sich auch in Art. 50 CISG.